# Nimbus (nuage)
Pour les articles homonymes, voir Nimbus.

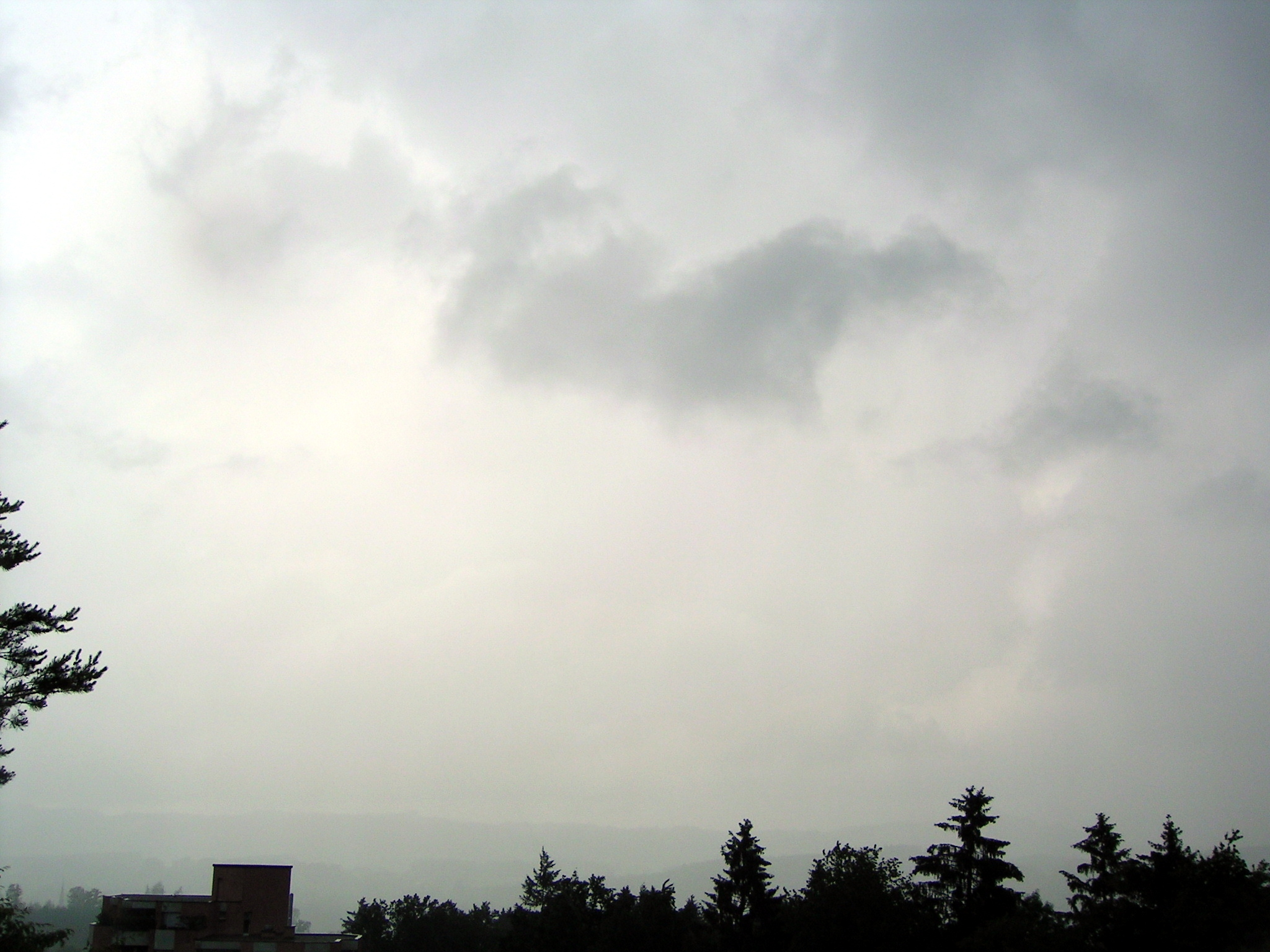
Nimbostratus praecipitatio

Nimbus, du latin signifiant nuage de pluie, désigne un nuage sombre aux contours déchiquetés sans forme nette se formant à basse altitude et qui donne des précipitations,. Ce terme est utilisé comme préfixe dans nimbostratus et comme suffixe dans cumulonimbus. Cependant, dans l'Atlas international des nuages de 1896, ce terme désignait les deux types en même temps et tous les nuages qui donnent des précipitations.

## Historique

### Nimbus
Le nimbus était autrefois un type de nuage au même titre qu'un cumulus ou un stratus.
Ainsi, les pannus étaient appelés fracto-nimbus comme les cumulonimbus étaient appelés cumulo-nimbus. Ainsi, ces 2 types de nuages n'étaient que 2 différentes variétés du genre nimbus. L’étymologie est discutée ci-après.
La définition du nuage en tant que nimbus fut abandonnée très tôt dès 1930 dans la version préliminaire de l'Atlas international des nuages où il fut recommandé de parler de nimbostratus ou de cumulonimbus sans trait d'union.

### Confusion historique entre nimbostratus et cumulonimbus
Comme mentionné supra, le nimbus couvrait à la fois le nimbostratus et le cumulonimbus. L'ancienne orthographe et définition du cumulo-nimbus correspond à un nuage de type cumuliforme engendrant des précipitations. De nos jours, ce terme désigne autant les cumulus congestus que les cumulonimbus (voire les cumulus mediocris) qui sont des cumulus à forte extension verticale mais ayant des caractéristiques différentes. La définition donnée dans la référence datant de 1907, et la référence
datant de 1897, englobait trois types de nuages car il y est dit que l'altitude du sommet d'un cumulo-nimbus varie entre 3 000 mètres et 8 000 mètres; alors que la base dudit nuage est à 1 400 mètres [sic] quelles que soient les conditions. 
Dans ces conditions, on pourrait ainsi avoir un « cumulonimbus » d'épaisseur limitée à 1 600 mètres. Cette définition ignore le fait que l'altitude de la base du nuage varie en fait avec l'écart entre la température et le point de rosée au sol lors de leur production, et que son sommet dépend de la structure de température en altitude. Il est à noter que cette définition a été proposée à la suite d'observations à partir du sol, avant la généralisation des radiosondages et de l'aviation permettant de mieux connaître les caractéristiques des masses d'air où ces nuages se développent. Cependant, la formule de Hennig donnant la base des nuages convectifs avait été découverte 12 ans plus tôt en 1895, et même déjà en 1841, James Pollard Espy avait exprimé une loi similaire...   
Dans la même veine, Emmanuel de Martonne affirma que « Tout le cycle de circulation de l'eau dans l'atmosphère avec ses épisodes variés, formation des nuages, orages, pluie et neige, se passe donc dans une couche d'air de 3 à 4 000 mètres d'épaisseur maximum. ». Dans le même ouvrage les nimbus sont décrits comme « des nuages sombres, sans forme nette, aux bords déchirés, très bas (800 à 1 600 m, souvent moins), se déplaçant vite, et donnant des pluies violentes ». De tels nuages correspondent à des cumulonimbus (averses violentes) avec des pannus au-dessous. Les averses sont provoquées par des cellules convectives qui peuvent être noyées dans un nimbostratus voire par des altocumulonimbus (elevated cumulonimbus en anglais). a contrario, les nimbostratus produisent des pluies régulières durables. 
On remarquera que des cumulonimbus gigantesques peuvent atteindre la hauteur de 70 000 pieds (21 km) ce qui est très nettement au-delà des 4 000 mètres énoncés précédemment,.

## Utilisation contemporaine du mot nimbus
L'utilisation du mot nimbus n'a pas disparu de nos jours et quelques auteurs reprennent la définition donnée par Emmanuel de Martonne (voir supra) : un nimbus est un nuage qui donne des pluies violentes. Ainsi, en 2016, Bernard Eckey affirmait que

« Nimbus are usually tall clouds that bring thunderstorms and other intense weather conditions with it. »

Traduction en français : « Les nimbus sont habituellement des nuages de grande hauteur qui amènent des orages et autres phénomènes météorologiques violents associés. » Une telle définition correspond exactement au cumulonimbus d'aujourd'hui.